# Collegium Maius (Krakau)

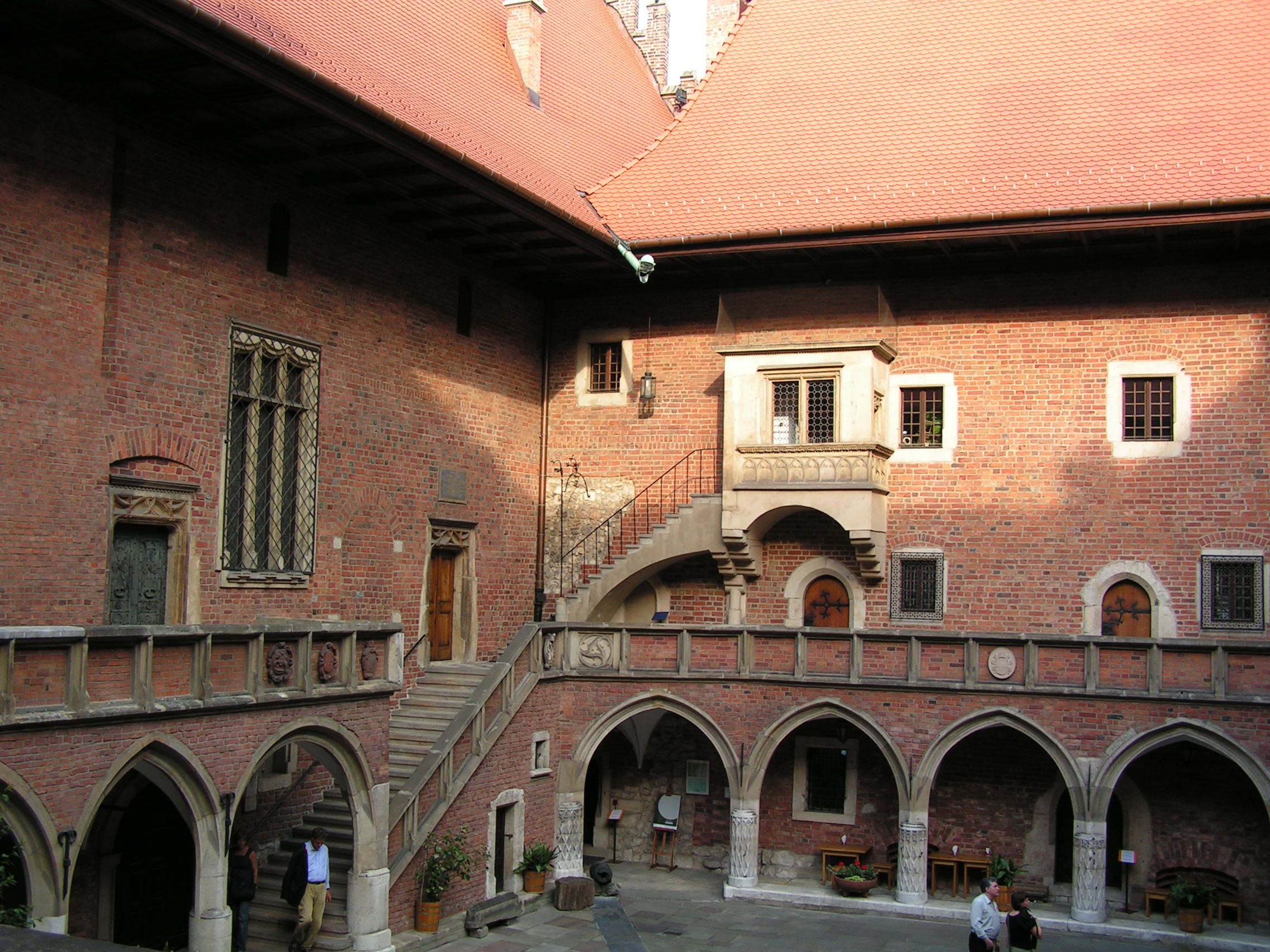
Collegium Maius

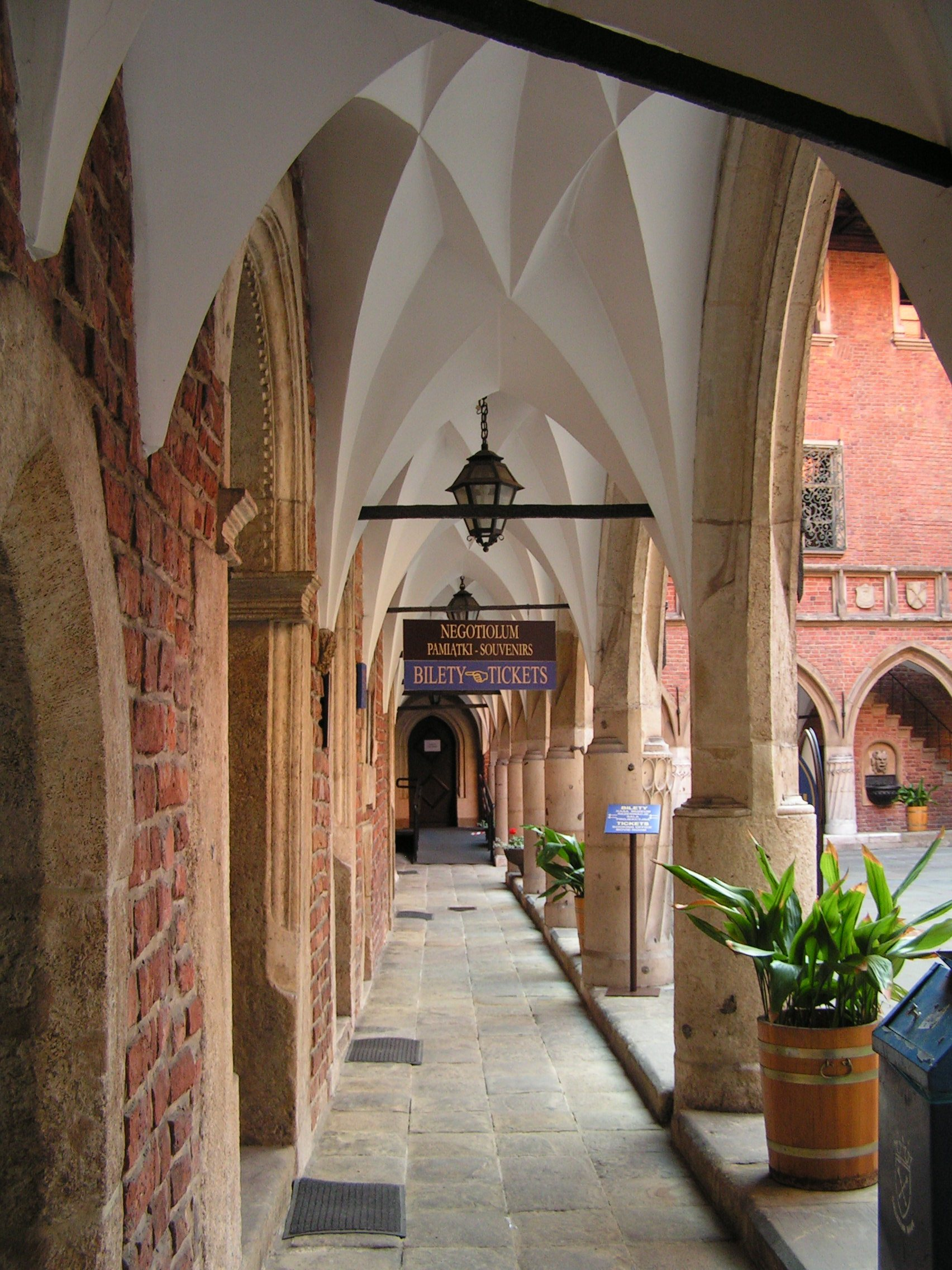
Kreuzgang

Das Collegium Maius ist das älteste Gebäude der Jagellonischen Universität in Krakau.

## Geschichte
Die Jagiellonische Universität wurde 1364 gegründet. 1400 erwarb König Władysław II. Jagiełło aus dem Nachlass der Hedwig von Anjou das Haus als Sitz der Universität. Das Haus wurde mehrmals erweitert, sodass große Teile der Bausubstanz heute aus dem 15. Jahrhundert stammen; im Innenhof entstanden Kreuzgänge. In der Mitte des 15. Jahrhunderts wurde das Gebäude „Collegium Maius“ benannt.
Im Erdgeschoss befanden sich Hörsäle, im Obergeschoss die „Stuba Communis“, die Bibliothek und Wohnräume für Professoren.
Im 19. Jahrhundert wurde das Gebäude im neugotischen Stil umgebaut und an die Bedingungen der Bibliothek angepasst.
Nach dem Umzug der Sammlungen ins neue Gebäude der Jagiellonischen Bibliothek wurde das Collegium Maius zum Sitz des Universitätsmuseums.

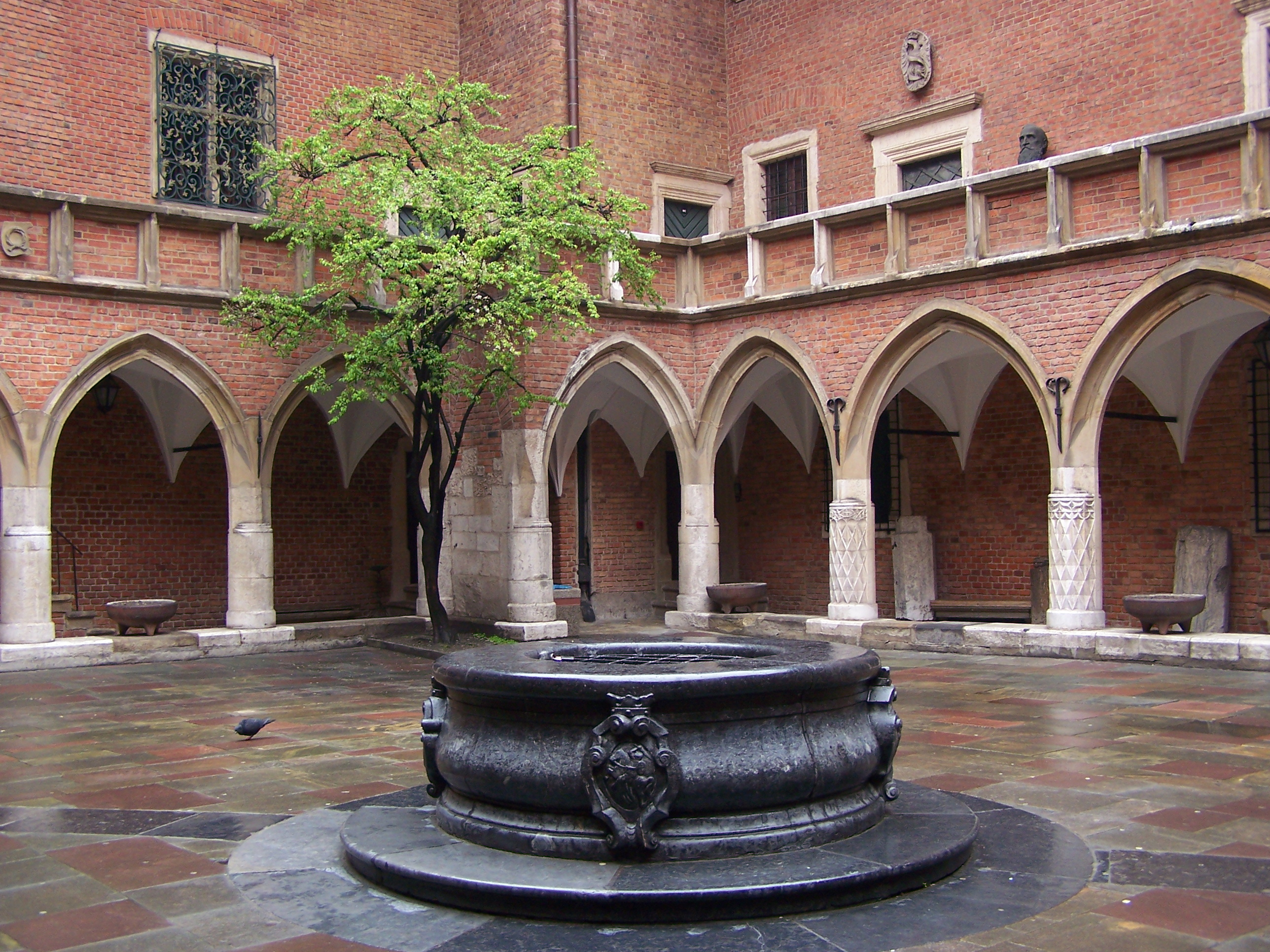
Arkadenhof mit dem Brunnen
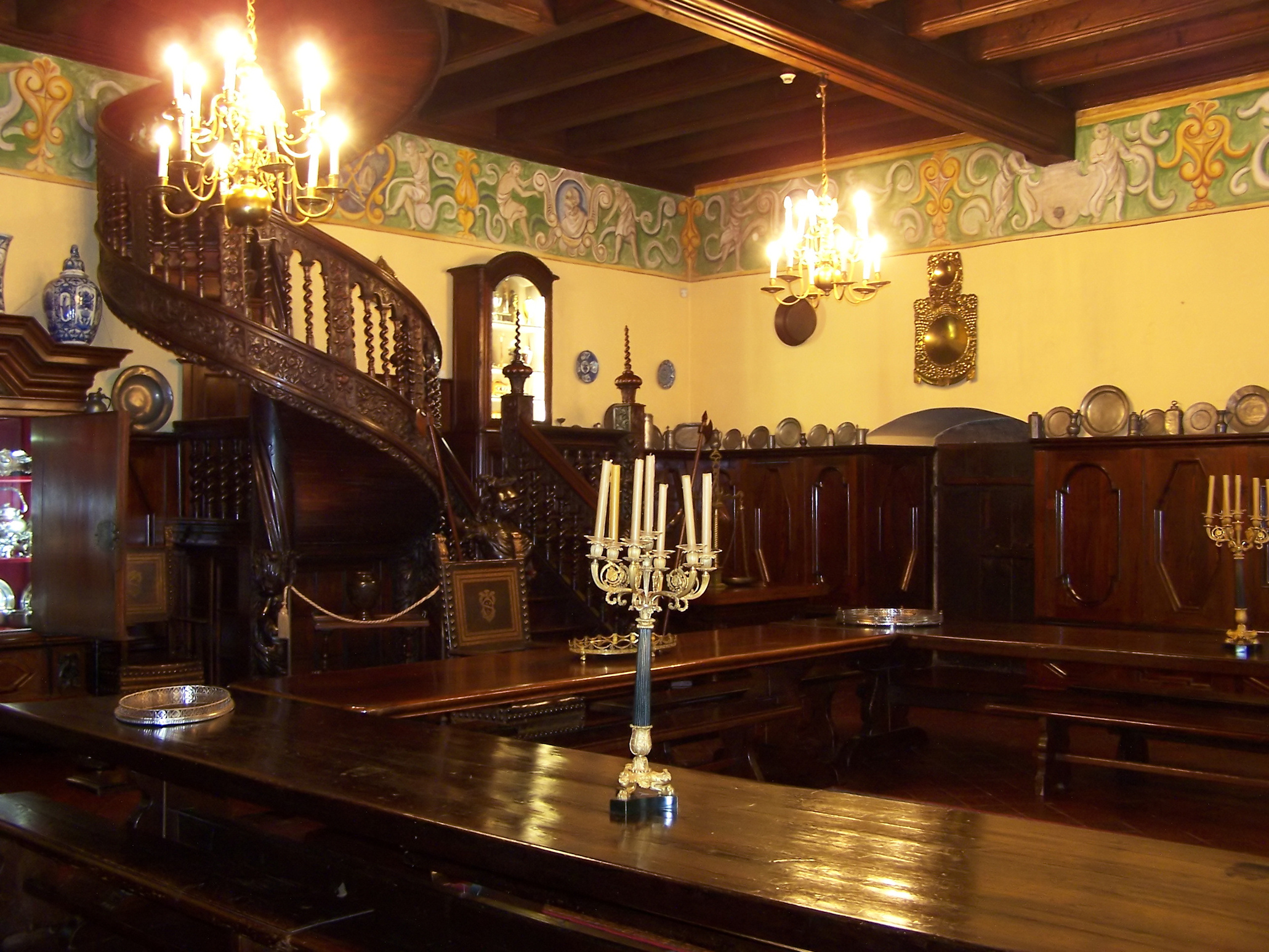
Stuba Communis
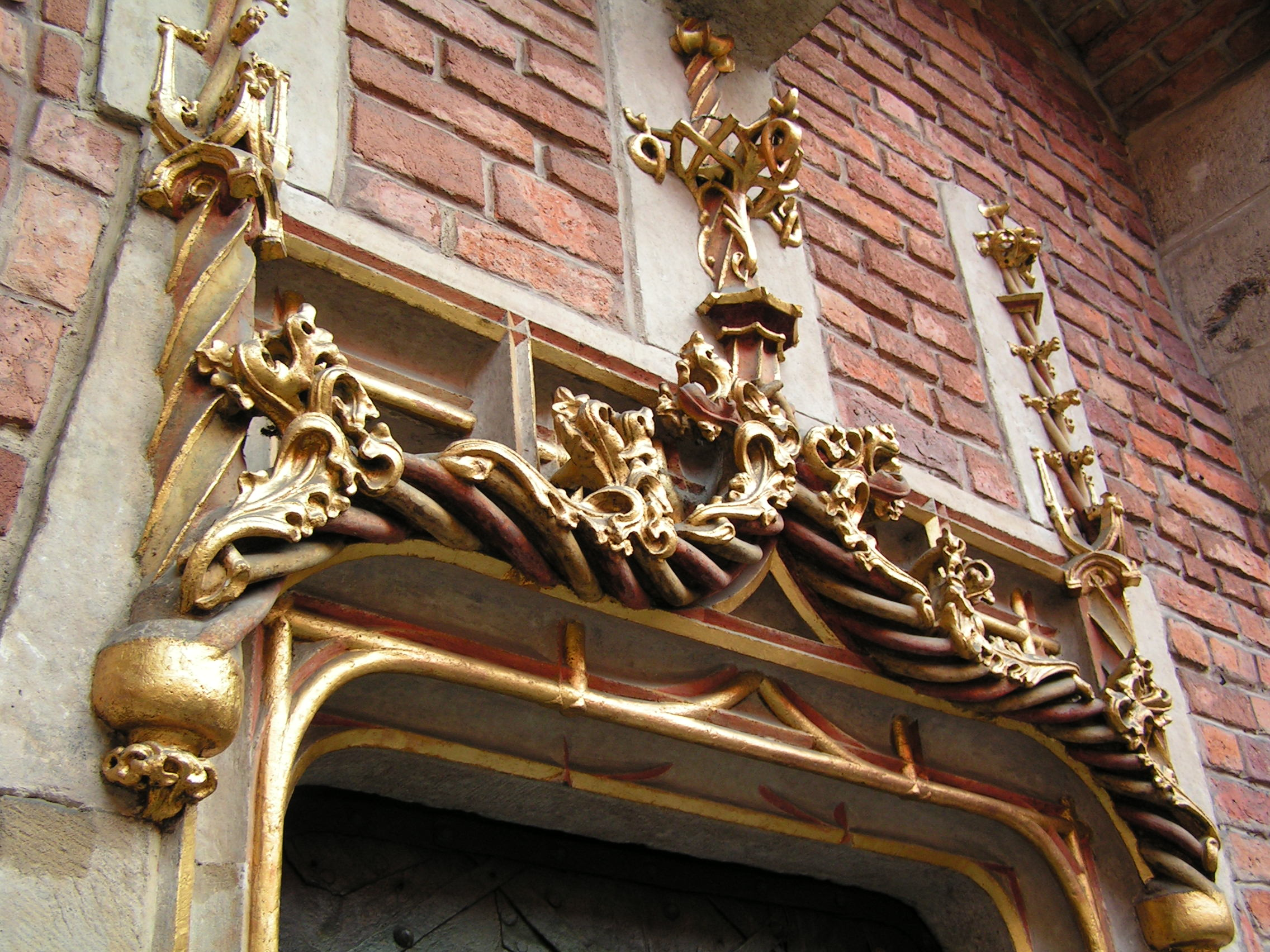
Porta Aurea (Fragment)
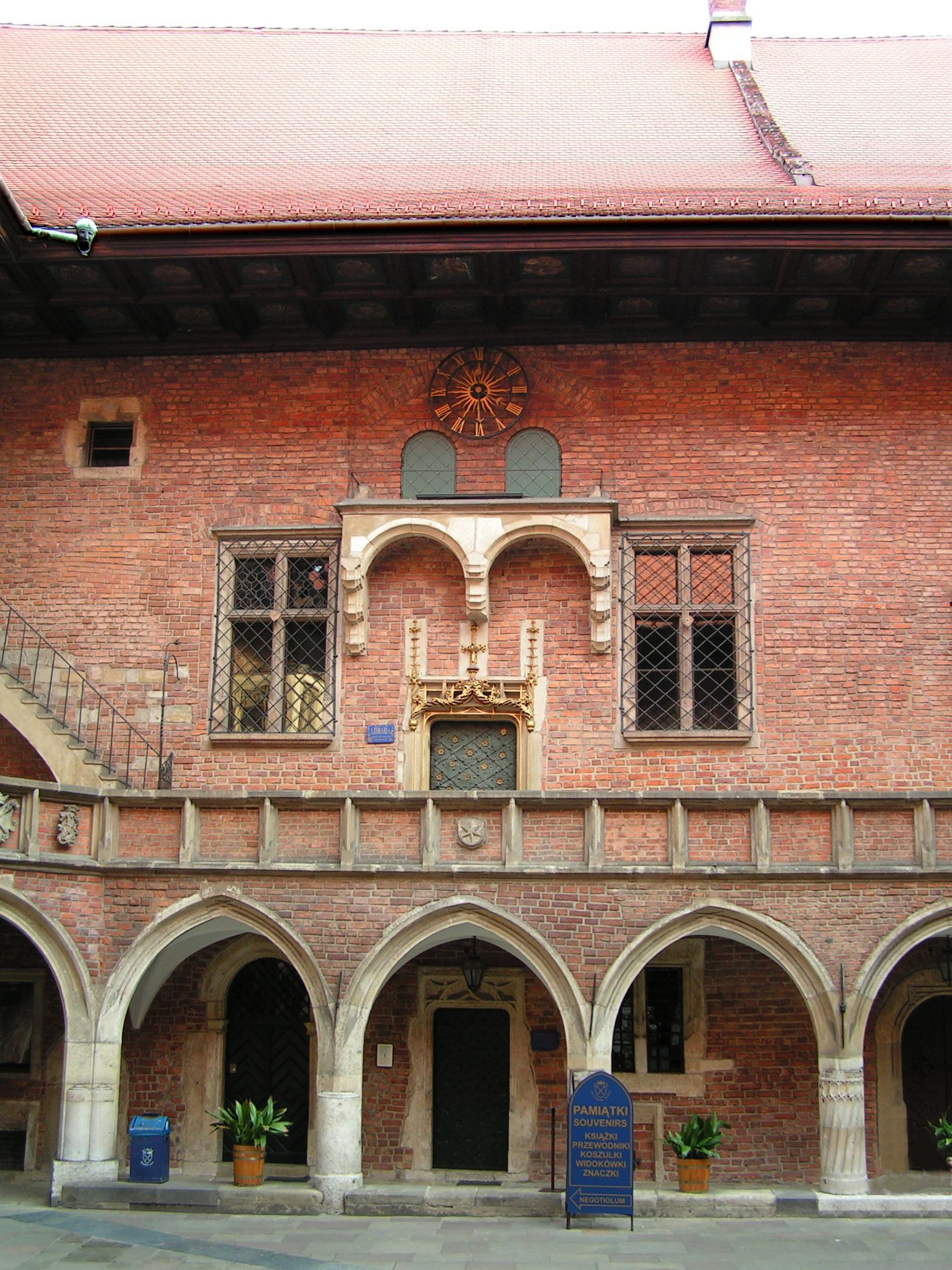
Arkaden und Porta Aurea